# Casey (Wisconsin)
Casey – miasto w Stanach Zjednoczonych, w stanie Wisconsin, w hrabstwie Washburn.